# Liga Boliviana de Básquetbol Femenino 2022
La Liga Boliviana de Básquetbol Femenino 2022, más conocida como "Libobasquet" será la cuarta edición del torneo organizado por la Federación Boliviana de Básquetbol (FBB) para clubes de básquet femenino en el país. La gran novedad de este torneo será que solamente un equipo de la edición 2019 continuará en la competición, el club Tenis La Paz. Los demás clubes fueron invitados por la Federación Boliviana de Básquetbol y tampoco se contará con el actual bicampeón del torneo, el Club Carl A-Z por diferencias con la Federación. El torneo iniciará el próximo 20 de agosto.
El campeón del torneo fue San Simón de Cochabamba quien logró su segunda corona y representará al país en la próxima Liga Sudamericana de Clubes.

## Formato
El formato de la cuarta edición de la Libobasquet Femenina constaría de 3 fases. La primera de un sistema de fase de grupos donde 2 clubes clasificarán por grupo más los dos mejores terceros. La segunda fase con los 8 clasificados en dos grupos de 4 donde los primeros y segundos avanzarían a las semifinales.. Finalmente en la fase de Play-offs se jugará al mejor de 3 para decidir al campeón.

## Equipos participantes
| Equipo                       | Ciudad             | Temp | Coliseo                  | Capacidad |
| ---------------------------- | ------------------ | ---- | ------------------------ | --------- |
| Club La Salle La Paz         | La Paz             | 1    | Coliseo La Salle         | -         |
| Club Tenis de La Paz         | La Paz             | 3    | Polifuncional Club Tenis | -         |
| Club Emmanuel La Paz         | La Paz             | 1    | Julio Borelli Viteritto  | -         |
| Club Bol-Mar La Paz          | La Paz             | 1    | Julio Borelli Viteritto  | -         |
| Club San Simón de Cochabamba | Cochabamba         | 2    | Grover Suárez            | -         |
| Club Sporting de Sacaba      | Cochabamba, Sacaba | 1    | Coliseo Sacaba           | -         |
| Club Santa Ana de Potosi     | Potosí             | 1    | 10 de noviembre          | -         |
| Club Municipal de Potosi     | Potosí             | 1    | 10 de noviembre          | -         |
| Club Orca de Santa Cruz      | Santa Cruz         | 1    | Gilberto Pareja          | -         |
| Club Uriona de Oruro         | Oruro              | 1    | Luis Lazzo Quinteros     | -         |

- Datos desde la temporada 2016

## Fase regular
Se conformaron los 3 grupos para la primera fase.

### Grupo A
| Equipo             | PJ | PG | PP | CF  | CC  | DIF  | Pts |
| ------------------ | -- | -- | -- | --- | --- | ---- | --- |
| Tenis (La Paz)     | 4  | 4  | 0  | 346 | 200 | +146 | 8   |
| Santa Ana (Potosi) | 4  | 1  | 3  | 263 | 315 | -52  | 5   |
| La Salle (La Paz)  | 4  | 1  | 3  | 244 | 338 | -94  | 5   |

|  |                               |
|  | Clasificados a los Play-offs. |

| La Salle            | 44 – 86 | Tenis | Coliseo La Salle | 20 de agosto | 19:00 |
| Descansa: Santa Ana |         |       |                  |              |       |

| Tenis              | 90 – 49 | Santa Ana | Polifuncional Club Tenis | 27 de agosto | 19:30 |
| Descansa: La Salle |         |           |                          |              |       |

| Santa Ana       | 87 – 79 | La Salle | Coliseo 10 de noviembre | 3 de septiembre | 19:30 |
| Descansa: Tenis |         |          |                         |                 |       |

| Tenis               | 96 – 49 | La Salle | Polifuncional Club Tenis | 10 de septiembre | 19:00 |
| Descansa: Santa Ana |         |          |                          |                  |       |

| Santa Ana          | 44 – 86 | Tenis | Coliseo 10 de noviembre | 17 de septiembre | 19:30 |
| Descansa: La Salle |         |       |                         |                  |       |

| La Salle        | 72 – 69 | Santa Ana | Coliseo La Salle | 24 de septiembre | 19:00 |
| Descansa: Tenis |         |           |                  |                  |       |

### Grupo B
| Equipo             | PJ | PG | PP | CF  | CC  | DIF | Pts |
| ------------------ | -- | -- | -- | --- | --- | --- | --- |
| Uriona (Oruro)     | 4  | 4  | 0  | 324 | 230 | +94 | 8   |
| Municipal (Potosi) | 4  | 2  | 2  | 269 | 323 | -54 | 6   |
| Sporting (Sacaba)  | 4  | 0  | 4  | 279 | 319 | -40 | 4   |

|  |                               |
|  | Clasificados a los Play-offs. |

| Uriona             | 90 – 42 | Municipal | Luis Lazzo Quinteros | 20 de agosto | 19:30 |
| Descansa: Sporting |         |           |                      |              |       |

| Municipal        | 78 – 74 | Sporting | Coliseo 10 de noviembre | 27 de agosto | 19:30 |
| Descansa: Uriona |         |          |                         |              |       |

| Sporting            | 75 – 77 | Uriona | Coliseo Sacaba | 3 de septiembre | 19:30 |
| Descansa: Municipal |         |        |                |                 |       |

| Municipal          | 61 – 81 | Uriona | Coliseo 10 de noviembre | 10 de septiembre | 19:30 |
| Descansa: Sporting |         |        |                         |                  |       |

| Sporting         | 78 – 88 | Municipal | Coliseo Sacaba | 17 de septiembre | 19:30 |
| Descansa: Uriona |         |           |                |                  |       |

| Uriona              | 76 – 52 | Sporting | Luis Lazzo Quinteros | 24 de septiembre | 19:30 |
| Descansa: Municipal |         |          |                      |                  |       |

### Grupo C
| Equipo                 | PJ | PG | PP | CF  | CC  | DIF  | Pts |
| ---------------------- | -- | -- | -- | --- | --- | ---- | --- |
| San Simón (Cochabamba) | 6  | 6  | 0  | 533 | 279 | +254 | 12  |
| Orca (Santa Cruz)      | 6  | 4  | 2  | 376 | 348 | +28  | 10  |
| Emmanuel (La Paz)      | 6  | 1  | 5  | 337 | 440 | -103 | 7   |
| Bol-Mar (La Paz)       | 6  | 1  | 5  | 304 | 483 | -179 | 7   |

|  |                               |
|  | Clasificados a los Play-offs. |

| San Simón | 82 – 65 | Orca     | Grover Suárez           | 20 de agosto | 19:30 |
| Bol-Mar   | 62 – 61 | Emmanuel | Julio Borelli Viteritto | 20 de agosto | 20:30 |

| Bol-Mar  | 51 – 72 | Orca      | Julio Borelli Viteritto | 27 de agosto | 19:00 |
| Emmanuel | 44 – 99 | San Simón | Julio Borelli Viteritto | 27 de agosto | 20:30 |

| Emmanuel  | 56 – 74  | Orca    | Julio Borelli Viteritto | 3 de septiembre | 19:30 |
| San Simón | 113 – 43 | Bol-Mar | Grover Suárez           | 3 de septiembre | 19:30 |

| Orca     | 38 – 72 | San Simón | Gilberto Pareja         | 10 de septiembre | 19:30 |
| Emmanuel | 89 – 59 | Bol-Mar   | Julio Borelli Viteritto | 10 de septiembre | 20:30 |

| Orca      | 55 – 43 | Bol-Mar  | Gilberto Pareja | 17 de septiembre | 19:30 |
| San Simón | 74 – 43 | Emmanuel | Grover Suárez   | 17 de septiembre | 19:30 |

| Orca    | 72 – 44 | Emmanuel  | Gilberto Pareja         | 24 de septiembre | 19:30 |
| Bol-Mar | 46 – 93 | San Simón | Julio Borelli Viteritto | 24 de septiembre | 20:30 |

## Play-offs
Se conformaron los 2 grupos para la segunda fase.

### Grupo A
Por motivos de fuerza mayor el club Orca de Santa Cruz se retiró del campeonato a mitad del torneo.
| Equipo             | PJ | PG | PP | CF  | CC  | DIF  | Pts |
| ------------------ | -- | -- | -- | --- | --- | ---- | --- |
| Tenis (La Paz)     | 4  | 4  | 0  | 397 | 261 | +136 | 8   |
| Santa Ana (Potosi) | 4  | 1  | 3  | 282 | 342 | -60  | 5   |
| Municipal (Potosi) | 4  | 1  | 3  | 289 | 365 | -76  | 5   |
| Orca (Santa Cruz)  | 0  | 0  | 0  | 0   | 0   | 0    | 0   |

|  |                                 |
|  | Clasificados a las semifinales. |

| Tenis | 103 – 67 | Santa Ana | Polifuncional Tenis | 20 de noviembre | 17:45 |
| Orca  | SUSP     | Municipal | Gilberto Pareja     |                 |       |

| Municipal | 59 – 96 | Tenis |                    |  |  |
| Santa Ana | SUSP    | Orca  | Villa de los Niños |  |  |

| Tenis     | SUSP    | Orca      | Polifuncional Tenis |                |  |
| Santa Ana | 83 – 66 | Municipal | 10 de noviembre     | 5 de noviembre |  |

| Santa Ana | 55 – 89 | Tenis | 10 de noviembre    | 12 de noviembre | 19:00 |
| Municipal | SUSP    | Orca  | Villa de los Niños |                 |       |

| Tenis | 109 – 80 | Municipal | Polifuncional Tenis | 19 de noviembre | 17:45 |
| Orca  | SUSP     | Santa Ana | Gilberto Pareja     |                 |       |

| Municipal | 84 – 77 | Santa Ana | Villa de los Niños | 26 de noviembre | 19:00 |
| Orca      | SUSP    | Tenis     | Gilberto Pareja    |                 |       |

### Grupo B
| Equipo                 | PJ | PG | PP | CF  | CC  | DIF  | Pts |
| ---------------------- | -- | -- | -- | --- | --- | ---- | --- |
| San Simon (Cochabamba) | 4  | 4  | 0  | 425 | 183 | +242 | 8   |
| Uriona (Oruro)         | 5  | 3  | 2  | 418 | 377 | +41  | 8   |
| Sporting (Sacaba)      | 5  | 1  | 4  | 282 | 506 | -224 | 6   |
| Emmanuel (La Paz)      | 4  | 1  | 3  | 286 | 345 | -59  | 5   |

|  |                                 |
|  | Clasificados a las semifinales. |

| Uriona    | 73 – 76  | Emmanuel | Luis Lazzo Quinteros | 22 de octubre | 19:00 |
| San Simon | 139 – 21 | Sporting | Grover Suárez        | 22 de octubre |       |

| Sporting | 72 – 77 | Uriona    | Coliseo Sacaba          |  |  |
| Emmanuel | 65 – 92 | San Simon | Julio Borelli Viteritto |  |  |

| San Simon | 90 – 63 | Uriona   | Grover Suárez           | 5 de noviembre (seguramente) |  |
| Emmanuel  | 74 – 87 | Sporting | Julio Borelli Viteritto | 5 de noviembre (seguramente) |  |

| Sporting | 34 – 104 | San Simon | Coliseo Sacaba          | 12 de noviembre | 19:30 |
| Emmanuel | 71 – 93  | Uriona    | Julio Borelli Viteritto | 12 de noviembre | 19:00 |

| Uriona    | 93 – 81 | Sporting | Luis Lazzo Quinteros | 19 de noviembre |       |
| San Simón |         | Emmanuel | Grover Suárez        | 19 de noviembre | 19:30 |

| Uriona   |  | San Simón | Luis Lazzo Quinteros | 26 de noviembre | 19:30 |
| Sporting |  | Emmanuel  |                      |                 |       |

Los 4 equipos clasificados a semifinales lucharán por el título en una llave al mejor de 3 partidos. 
|  | Semifinales        | Semifinales        | Semifinales        |       |    | Final                | Final                | Final                |  |
|  | 3 - 7 de diciembre | 3 - 7 de diciembre | 3 - 7 de diciembre |       |    | 10 - 17 de diciembre | 10 - 17 de diciembre | 10 - 17 de diciembre |  |
|  |                    |                    |                    |       |    |                      |                      |                      |  |
|  |                    |                    |                    |       |    |                      |                      |                      |  |
|  | 1B                 | San Simón          | 2                  |       |    |                      |                      |                      |  |
|  | 1B                 | San Simón          | 2                  |       |    |                      |                      |                      |  |
|  | 2A                 | Santa Ana          | 0                  |       |    |                      |                      |                      |  |
|  | 2A                 | Santa Ana          | 0                  |       | 1B | San Simón            | 2                    |                      |  |
|  |                    |                    |                    |       | 1B | San Simón            | 2                    |                      |  |
|  |                    |                    | 1A                 | Tenis | 1  |                      |                      |                      |  |
|  | 1A                 | Tenis              | 1A                 | Tenis | 1  | 2                    |                      |                      |  |
|  | 1A                 | Tenis              |                    |       |    | 2                    |                      |                      |  |
|  | 2B                 | Uriona             | 0                  |       |    |                      |                      |                      |  |
|  | 2B                 | Uriona             | 0                  |       |    |                      |                      |                      |  |
|  |                    |                    |                    |       |    |                      |                      |                      |  |

- Los equipos en la llave superior de la llave definen como local..

### Semifinales
Tenis vs Uriona
| 3 de diciembre, 18:45 | Tenis                 | 103–67  | Uriona       | La Paz                                      |  |  |
|                       | Parciales: -, -, -, - |         |              |                                             |  |  |
|                       | Estadísticas          | Pts Reb | Estadísticas | Pabellón: Polifuncional Tenis Árbitros: * - |  |  |
| Serie: 1 - 0          |                       |         |              |                                             |  |  |
|                       |                       |         |              |                                             |  |  |

| 7 de diciembre, 19:30 | Uriona                                | 66–100  | Tenis        | Oruro                                        |  |  |
|                       | Parciales: 12–26, 18–29, 21–21, 15–24 |         |              |                                              |  |  |
|                       | Estadísticas                          | Pts Reb | Estadísticas | Pabellón: Luis Lazzo Quinteros Árbitros: * - |  |  |
| Serie: 0 - 2          |                                       |         |              |                                              |  |  |
|                       |                                       |         |              |                                              |  |  |

San Simón vs Santa Ana
| 3 de diciembre, 19:30 | San Simón             | 81–53   | Santa Ana    | Cochabamba                            |  |  |
|                       | Parciales: -, -, -, - |         |              |                                       |  |  |
|                       | Estadísticas          | Pts Reb | Estadísticas | Pabellón: Grover Suárez Árbitros: * - |  |  |
| Serie: 1 - 0          |                       |         |              |                                       |  |  |
|                       |                       |         |              |                                       |  |  |

| 7 de diciembre, 19:30 | Santa Ana                            | 43–81           | San Simón    | Potosi                                     |  |  |
|                       | Parciales: 11–17, 10–27, 7–26, 15–11 |                 |              |                                            |  |  |
|                       | Estadísticas                         | Reporte Pts Reb | Estadísticas | Pabellón: Villa de los Niños Árbitros: * - |  |  |
| Serie: 0 - 2          |                                      |                 |              |                                            |  |  |
|                       |                                      |                 |              |                                            |  |  |

### Finales
Tenis vs San Simón
| 10 de diciembre, 19:30 | San Simón                             | 116–53          | Tenis                        | Cochabamba                            |  |  |
|                        | Parciales: 23–13, 36–12, 28–13, 29–15 |                 |                              |                                       |  |  |
|                        | Estadísticas Danitza Parra 25         | Reporte Pts Reb | Estadísticas 17 Camila Pardo | Pabellón: Grover Suárez Árbitros: * - |  |  |
| Serie: 1 - 0           |                                       |                 |                              |                                       |  |  |
|                        |                                       |                 |                              |                                       |  |  |

| 14 de diciembre, 20:15 | Tenis                                | 68–50           | San Simón                        | La Paz                                             |  |  |
|                        | Parciales: 15–14, 15–15, 21–15, 17–6 |                 |                                  |                                                    |  |  |
|                        | Estadísticas Camila Pardo 16         | Reporte Pts Reb | Estadísticas 13 Marcela Viscarra | Pabellón: Polifuncional Tenis La Paz Árbitros: * - |  |  |
| Serie: 1 - 1           |                                      |                 |                                  |                                                    |  |  |
|                        |                                      |                 |                                  |                                                    |  |  |

| 17 de diciembre, 19:30 | San Simón                                              | 82–79           | Tenis                               | Cochabamba                            |  |  |
|                        | Parciales: 12–7, 19–14, 12–16, 19–25 (T.E.: 9–9, 11-8) |                 |                                     |                                       |  |  |
|                        | Estadísticas Danitza Parra 23                          | Reporte Pts Reb | Estadísticas 26 Camila Fresia Prado | Pabellón: Grover Suárez Árbitros: * - |  |  |
| Serie: 2 - 1           |                                                        |                 |                                     |                                       |  |  |
|                        |                                                        |                 |                                     |                                       |  |  |